# John Machin
John Machin, FRS, angleški astronom in matematik, krščen okoli 1686, † 9. junij 1751.
Machin je bil profesor astronomije na Kolidžu Gresham v Londonu. Najbolj znan je po razvitju hitro konvergentnih neskončnih vrst za število π leta 1706. Z njimi je izračunal π na 100 desetiških mest.

## Življenje in delo
Med letoma 1718 in 1747 je bil tajnik Kraljeve družbe. Bil je tudi član komisije, ki je morala odločiti med sporom o prvenstvu odkritja infinitezimalnega računa med Leibnizem in Newtonom leta 1712.
16. maja 1713 je nasledil Alexandra Torriana kot profesor astronomije na Kolidžu Gresham in tu predaval do svoje smrti.
Machin je bil zelo spoštovan med matematiki. Njegovo bistroumno kvadraturo kroga je raziskoval Hutton. Machin je leta 1706 izračunal vrednost števila π po Halleyjevi metodi na sto desetiških mest.
Njegove obsežne rokopise hrani Kraljeva astronomska družba. V pismu Williamu Jonesu leta 1727 je trdil, da je prejel parlamentarno nagrado 10.000 £ za izboljšanje lunarnih razpredelnic.
Leta 1728 je postal naročnik Cyclopaedia Ephraima Chambersa.

## Formula
Machinova formula, (za katero je izpeljava preprosta), je:
{\displaystyle {\frac {\pi }{4}}=4\operatorname {arc} \,\operatorname {tg} {\frac {1}{5}}-\operatorname {arc} \,\operatorname {tg} {\frac {1}{239}}\!\,.}
Prednost nove formule, ki je različica Gregory-Leibnizeve vrste (π/4 = arc tg 1), je, da zelo poveča stopnjo konvergence, kar je precej bolj praktična metoda računanja.
Za izračun števila π na 100 decimalnih mest je kombiniral svojo formulo z razvojem v Taylorjevo vrsto za inverz trigonometrične funkcije tangensa. Brook Taylor je bil njegov sodobnik na Univerzi v Cambridgeu. S svojim računom je Machin potrojil točnost vseh poprejšnjih vrednosti. Machinova formula je ostala glavno orodje za računanje vrednosti števila π še več stoletij vse do dobe računalnikov.
Znanih je več drugih Machinovih formul.